# 趙載龍
趙載龍（韓語：조재룡，1976年3月14日—），韓國男演員。

## 影視作品

### 電視劇
- 2012年：MBC《擁抱太陽的月亮》
- 2012年：tvN《玻璃面具》飾演 具奉書
- 2013年：MBC《當男人戀愛時》飾演 尹東久
- 2014年：KBS《黃金交叉》飾演 皮尺
- 2015年：MBC《華政》飾演 方勤
- 2015年：JTBC《錐子》飾演 許科長
- 2016年：MBC《Monster》
- 2016年：SBS《戲子》
- 2016年：tvN《THE K2》飾演 成祕書
- 2016年：Drama X《1%的可能性》飾演 姜組長
- 2016年：JTBC《老婆這週要出牆》
- 2017年：SBS《被告人》飾演 石斑魚
- 2017年：OCN《Duel》飾演 陳炳俊
- 2017年：SBS《李判史判》飾演 宋浩燦
- 2018年：KBS《你也是人類嗎》飾演 朴秘書
- 2018年：tvN《百日的郎君》飾演 縣令
- 2019年：MBC《春天來了，春天》飾演 乞丐（特別出演）[2]
- 2019年：JTBC《美麗的世界》飾演 朴勝萬[3]
- 2019年：SBS《初次見面我愛你》飾演 刑警[4]
- 2020年：tvN《金錢遊戲》飾演 趙熙奉[5]
- 2020年：JTBC《模範刑警》飾演 趙成泰[6]
- 2021年：JTBC《Law School》飾演 李滿浩[7]
- 2021年：SBS《Racket少年團》飾演 餐廳老闆
- 2021年：tvN《Voice4》飾演 姜滿浩
- 2023年：tvN《青春月譚》飾演 曹元吾[8]
- 2023年：JTBC《歡迎來到王之國》飾演 （特別出演）
- 2023年：Netflix《京城怪物》饰演 相马
- 2024年：tvN《魅惑之人》飾演 鄭濟杓[9]

### 電影
- 2008年：《北逃》
- 2010年：《心心歷險記2》
- 2010年：《和牛一起旅行的方法》
- 2011年：《豐山犬》
- 2011年：《委託人》
- 2012年：《隨風而逝》
- 2012年：《摩登家庭》
- 2012年：《聖殤》
- 2013年：《殺人漫畫》
- 2014年：《一對一》
- 2015年：《殺人才能（朝鲜语：살인재능）》飾演 雞批發店主
- 2016年：《Hiya》
- 2016年：《The Net》
- 2022年：《非常宣言》
- 待定：《照相馆布鲁斯》（사진관블루스）

## 外部連結
- 趙載龍在NAVER上的资料
- 趙載龍在Daum上的资料